# Бобровское (Свердловская область)
Бобровское  — село в Слободо-Туринском районе Свердловской области России, входит в состав муниципального образования «Ницинское сельское поселение».

## Географическое положение
Село Бобровское муниципального образования «Слободо-Туринского района» Свердловской области расположено в 19 километрах (по автотрассе в 24 километрах) к юго-западу от села Туринская Слобода, на правом берегу реки Бобровка (правый приток реки Ница). В окрестностях села, в 1 километре проходит автодорога Байкалово — Туринская Слобода. Село входит в состав муниципального образования «Ницинское сельское поселение».

## История села
Село основано как Бобровская слобода в 1627 году.
В 1661 году на берегу реки Бобровки была обретена икона Пресвятой Троицы и Знамения Пресвятой Богородицы, створы медные. Село посетил Сибирский архиепископ Корнилий, была заложена деревянная церковь. В 1848 году при церкви была основана женская община. Богослужения в церкви посещал преподобный Гавриил Зырянов, родная деревня которого, Фролова, относилась к приходу Знаменской церкви. В селе до 1917 года ежегодно проводились 4 ярмарки, в том числе с 12 по 29 июня — Петровская ярмарка.

## Свято-Троицкая (Знаменская) церковь
В начале XX века бытовало сказание об основании в селе Знаменской церкви и о явлении на реке Бобровке «Образа Пресвятыя Троицы, да Знамения Пресвятыя Богородицы, створы медные». Согласно этому сказанию, летом 1661 года десятилетний мальчик Андрей Спиридонов из деревни Бобровки «вышел на речку Бобровку с иными детками, своею ровнею», и стали они «на речке в воде бродить и мелкого каменья искать и брать, и усмотрел он, Андрей, среди реки в воде образ, створы медные». Найденный образ был представлен находившемуся в селе Усть-Ницинском Тобольскому Архиепископу Корнилию, которым «было чинено свидетельство, и те чудотворные образы, Троицу и Богородицу, взял он, священный, сам поставил на главу свою и со священным чином и крестным хождением» перенёс из Усть-Ницинского в деревню Бобровку и поставил в местную часовню во имя святых апостолов Петра и Павла. Тогда же, по словам сказания, была заложена в деревне деревянная церковь во имя Знамения Пресвятой Богородицы с приделом во имя святых апостолов Петра и Павла, в которую, по устройстве и освящении ея, был перенесён образ. В дальнейшем эта церковь сгорела, сгорела и другая деревянная, построенная вместо неё. Икона же чудом пережила оба пожара.
В 1763 году была заложена каменная трёхпрестольная церковь. В 1848 году при церкви возникла женская община. Сёстры вели монашеский образ жизни, много работали: разводили скот, выращивали хлеб, занимались рукоделием. Впоследствии община переместилась в окрестности села Краснослободского, где был основан Введенский женский монастырь. Богослужения в церкви посещал Гавриил Зырянов, будущий преподобный Русской православной церкви, живший в деревне Фроловой. В 1892 году церковь была капитально перестроена. Правый придел был освящён в честь иконы Пресвятой Богородицы «Знамение» 16 декабря 1894 года, левый придел был освящён во имя апостолов Петра и Павла 4 декабря 1897 года, главный храм был освящён в честь Святой Живоначальной Троицы в 1901 году.
В начале XX века сохранялась традиция после богослужения на престольный праздник совершать крестный ход из церкви к месту явления иконы. На престольные праздники в селе устраивались ярмарки: недельная Богородицкая и двухдневные Петровская и Знаменская.
Храм был закрыт в 1930 году. В настоящем время храм стоит в полуразрушенном состоянии.

## Население
| 2002 | 2010 | 2021 |
| ---- | ---- | ---- |
| 305  | ↘270 | ↘188 |